# Alison Pill
Alison Courtney Pill (ur. 27 listopada 1985 w Toronto) – kanadyjska aktorka filmowa, telewizyjna i teatralna.

## Filmografia
- 2020 – Star Trek: Picard jako dr Agnes Jurati
- 2018 – Vice jako Mary Cheney[1]
- 2017 – American Horror Story: Kult (American Horror Story: Cult) jako Ivy Mayfair-Richards
- 2016 – Ave, Cezar! jako Connie Manix
- 2012 – Zakochani w Rzymie jako Hayley
- 2011 – Jack and Diane
- 2011 – O północy w Paryżu (Midnight in Paris) jako Zelda Fitzgerald
- 2010 – Thicker
- 2010 – Sweet Baby Jesus
- 2010 – Filary Ziemi jako cesarzowa Matylda
- 2010 – Scott Pilgrim kontra świat (Scott Pilgrim vs. the World) jako Kim Pine
- 2009 – Terapia (In Treatment)
- 2009 – One Way to Valhalla
- 2009 – The Awakening of Abigail Harris
- 2008 – CSI: Kryminalne zagadki Las Vegas (CSI: Crime Scene Investigation) (1 odcinek)
- 2008 – Obywatel Milk (Milk)
- 2007 – Ja cię kocham, a ty z nim (Dan in Real Life)
- 2006 – Law & Order: Criminal Intent (1 odcinek)
- 2006 – The Book of Daniel (8 odcinków)
- 2005 – Moja droga Wendy (Dear Wendy)
- 2004 – Wyznania małoletniej gwiazdy (Confessions of Teenage Drama)
- 2004 – Czas wojny i pokoju (A Separate Peace)
- 2003 – Wizyta u April (Pieces of April)
- 2003 – Niespodziewana miłość (An Unexpected Love)
- 2001 – Oskarżona (Midwives)
- 2001 – Czego uczą się dziewczyny (What Girls Learn)
- 2001 – Historia Judy Garland (Life with Judy Garland: Me and My Shadows)
- 2000 – Baby
- 2000 – Moje drugie ja (The Other Me)
- 2000 – The Dinosaur Hunter
- 2000 – O czym się nie mówi (Skipped Parts)
- 2000 – Traders (1 odcinek)
- 2000 – Redwall: The Movie
- 1999 – A Holiday Romance
- 1999 – Jacob Two Two Meets the Hooded Frog
- 1999 – The Life Before This
- 1999 – Poltergeist: The Legacy (1 odcinek)
- 1999 – Different
- 1999 – God’s New Plan
- 1999 – What Katy Did
- 1999 – Dear America: A Journey to the New World
- 1999 – Redwall (głos, 1999–2003)
- 1999 – Locked in Silence
- 1998 – Stranger in Town
- 1998 – Degas & the Dancer
- 1998 – The Last Don II
- 1998 – Czynnik PSI (Psi Factor: Chronicles of the Paranormal) (1 odcinek)
- 1998 – Fast Track (1 odcinek)
- 1998 – Zaproszenie do Mary-Kate i Ashley na imprezę (You’re Invited to Mary-Kate & Ashley’s Camping Party)
- 1998 – Anatole
- 1997 – The New Ghostwriter Mysteries (1 odcinek)